# Let's Hear It for the Boy (album)
Let's Hear It for the Boy è un album in studio della cantante statunitense Deniece Williams, pubblicato nel 1984.

## Tracce
Side A
1. Let's Hear It for the Boy – 4:18 (Dean Pitchford, Tom Snow)
2. I Want You – 2:50 (Peter Couch, Deniece Williams)
3. Picking Up the Pieces – 4:40 (Peter Couch, Deniece Williams)
4. Black Butterfly – 4:25 (Barry Mann, Cynthia Weil)
5. Next Love – 4:23 (George Duke, Deniece Williams)

Side B
1. Haunting Me – 4:57 (George Merrill, Shannon Rubicam, Deniece Williams)
2. Don't Tell Me We Have Nothing – 4:00 (George Merrill, Shannon Rubicam)
3. Blind Dating – 3:39 (Michele Val Jean, Robert Brookins, Deniece Williams)
4. Wrapped Up – 3:39 (Andrew Barrett, George McMahon)
5. Whiter Than Snow – 3:44 (tradizionale)